# Assad Al Hamlawi
Assad Al Islam Al Hamlawi (Helsingborg, 27 ottobre 2000) è un calciatore svedese naturalizzato palestinese, attaccante dell'U Craiova e della nazionale palestinese.

## Carriera

### Club
Prodotto del settore giovanile dell'Ängelholms FF, si è messo in mostra nel 2019 quando, non ancora diciannovenne ha realizzato 14 reti in 17 partite nel campionato di quarta serie.
Già nel corso del girone di ritorno di quella stagione, prima ancora che finisse il campionato, è stato reso che a partire dal gennaio 2020 Al Hamlawi sarebbe diventato un giocatore dell'Helsingborg. Al suo primo anno in rossoblu (nonché al primo anno nella massima serie svedese) ha realizzato un gol in 9 presenze, prima di chiudere anzitempo la sua stagione a causa di una frattura da stress nello stesso punto di un piede già infortunato durante il precampionato. L'anno seguente, trascorso nel campionato di Superettan per via della retrocessione subita l'anno precedente, Al Hamlawi ha segnato 3 reti in 18 partite giocate, 7 delle quali da titolare, mentre a livello di squadra l'Helsingborg ha centrato la promozione. Ha poi iniziato l'Allsvenskan 2022 con un gol alla prima giornata nella sconfitta per 2-1 sul campo dell'Hammarby, sua unica marcatura stagionale in 10 presenze di campionato fintanto che non è stato ceduto in prestito.
Il 7 giugno 2022, durante la pausa estiva a stagione in corso, si è unito a titolo temporaneo fino alla fine dell'anno allo Jönköpings Södra, tornando dunque a giocare nella seconda serie nazionale. Qui ha totalizzato 2 gol in 10 presenze, metà delle quali ottenute partendo dalla panchina.
Scaduto il contratto con l'Helsingborg, è tornato a calcare i campi dell'Allsvenskan con l'ingaggio quadriennale da parte del Varberg. Anche in questo caso, tuttavia, è rimasto talvolta fuori dall'undici di partenza. Oltre che in Coppa di Svezia, è sceso in campo solo nelle prime otto giornate dell'Allsvenskan 2023, andando a segno solo alla prima giornata nel 2-2 in trasferta contro il Mjällby. Il 12 giugno 2023, nel corso della pausa estiva, ha rescisso consensualmente con il club neroverde.
Il 29 luglio 2023 è tornato ufficialmente a far parte dell'Ängelholms FF, il club in cui era cresciuto e con cui aveva debuttato a livello senior, che stava nel frattempo militando nella terza serie nazionale.
Nel gennaio del 2024 è approdato in Thai League 3 al Prime Bangkok, club in cui militavano anche i connazionali svedesi William Kvist e Alexander Tkacz. La sua parentesi nel club asiatico tuttavia è durata poco, poiché già a marzo, prima dell'inizio del campionato svedese 2024, ha firmato per due anni con l'Oddevold che si apprestava a disputare la Superettan 2024 da neopromossa. A fine stagione il club ha ottenuto la salvezza grazie anche alle 14 reti in 28 partite di Al Hamlawi, capocannoniere del torneo anche se in coabitazione con Dijan Vukojevic e Karl Holmberg.

### Nazionale
Nel 2025 ha esordito in nazionale.

## Palmarès

### Individuale
- Capocannoniere della Superettan: 1

2024 (14 reti, alla pari con Karl Holmberg e Dijan Vukojevic)